# Phelipanche nana
Phelipanche nana är en snyltrotsväxtart. Phelipanche nana ingår i släktet Phelipanche och familjen snyltrotsväxter.

## Underarter
Arten delas in i följande underarter:
- P. n. melitensis
- P. n. nana